# 友惠しづね
友惠 しづね（トモエ 静嶺、英: Tomoe Shizune、ともえ しずね、1955年 - ）は、日本の音楽家、振付家、舞踏家。舞踏カンパニー「友惠しづねと白桃房」の主宰者であり、アート・ディレクター。

## 人物
東京都生まれ。暗黒舞踏の創始者、土方巽に師事。創始者土方巽の舞踏を唯一継承しつつも、これを多彩な、そして膨大な公演活動のなかでの緻密で飽くなき検証作業により、根本から創造し直し発展させ続けることで舞踏技能唯一の集大成「友惠舞踏メソッド」を確立する。大野慶人より「友惠しづねは舞踏が何であるかを示す北極星」と称され、書画「舞路・人、土方巽・大野一雄・友惠しづね」を寄贈される。
1987年、友惠しづねと白桃房を主宰、全作品の作・演出・振付・音楽・美術を手がける。
1990、1992年、1994年ニューヨーク公演をはじめ、1993年の銀座ソニービル・ソミドホール公演、1994年アデレード・フェスティバル招聘、1996年エディンバラ国際フェスティバル招聘など、世界各地にて活躍。
またリヨン国立オペラ「マダム・バタフライ」、NHKエンタープライズ制作オペラ「魔笛」の振付、台湾古典オペラの演出等も行っている。
音楽家としては1972年より活動を開始。作曲家としてジャンルを問わず多くのアーティストとのコラボレーションを行っている。

## 代表作
- 1987年 「工事現場のサロメ」（銀座セゾン劇場）
- 1988年 「糸宇夢」（利賀フェスティバル）、「日輪」、「月輪」、「乳色の女」
- 1989年
  - 「皮膚宇宙のマグダラ」（利賀フェスティバル）「病める秘蝶」
  - 「風に寄りそう女」が第一回池袋演劇祭グランプリ受賞。共演：小杉武久（vi）、竹本朝重（義太夫）、梅津和時（sax）
- 1990年 「蓮遙」（キリンプラザ大阪）
- 1991年 「風のまなざし」
- 1992年 「'92 蓮遙」（美術：小林健二、照明：逢坂卓郎）、「星を摘む」
- 1993年 「人間と舞踏」、「エイジアン・コラボレーション」
- 1994年
  - 「眠りへの風景」（美術：陸根丙、音楽：金大煥、吉沢元治）
  - 「蓮遙」アデレード・フェスティバル　招聘公演（オーストラリア）
- 1996年 「蓮遙」エディンバラ国際フェスティバル　招聘公演
- 1997年 「'97テレプレゼンス」共演：エリオット･シャープ（g）、巻上公一（超歌唱）、一噌幸弘（能管）
- 1998年 「バトルプレゼンス」共演：坂田明（sax）、甲野善紀（武術）
- 1999年 「videoscape presence」
- 2002年 「Near and Distant Meeting, LYON-TOKYO TELEPRESENCE」"Biennale Musiques en Scene 2002"
- 2006年 台湾国立劇場にて南管オペラ「朱文走鬼」演出
- 2010年 パリ オペラ・バスチーユにて南管オペラ「朱文走鬼」演出
- 2012年 DVD作品『眠りへの風景』リリース
- 2016年 第21回日本顔学会大会（フォーラム顔学2016）で『舞踏の顔』実演・展示